# Хацкевич Вольф Беркович
Вольф Беркович Хацке́вич (нар. 21 січня 1908 — пом. 9 січня 1959) — радянський військовик часів Другої світової війни, полковник. Герой Радянського Союзу (1943).

## Життєпис
Народився 21 січня 1908 року в селі Парафіївці, волосному центрі Борзнянського повіту Чернігівської губернії Російської імперії (нині — селище міського типу в Ічнянському районі Чернігівської області) в родині службовця. Єврей. Здобув початкову освіту. Працював у Спілці працівників шкіряної промисловості в Новосибірську (Росія). Член ВКП(б) з 1930 року.
До лав РСЧА призваний у 1931 році. У 1933 році екстерном склав екзамени на середнього командира. Навесні 1941 року старший політрук В. Б. Хацкевич призначений на посаду воєнкома 3-го повітряно-десантного батальйону 212-ї повітряно-десантної бригади 3-го повітряно-десантного корпусу Одеського військового округу (м. Вознесенськ).
Учасник німецько-радянської війни з 8 серпня 1941 року. Воював на Південно-Західному, Сталінградському, Донському, Воронезькому, Степовому, 2-му Українському фронтах. Брав участь у обороні Києва, де 10 серпня отримав поранення. Після одужання, з 5 серпня 1942 року — заступник командира 104-го гвардійського стрілецького полку з політчастини 36-ї гвардійської стрілецької дивізії. Учасник Сталінградської битви, 7 вересня 1942 року був поранений вдруге.
Особливо командир 104-го гвардійського стрілецького полку гвардії підполковник В. Б. Хацкевич відзначився під час битви за Дніпро. Переслідуючи супротивника, що відступав, 25 вересня 1943 року, після важкого бою за село Паньківка, підрозділи полку вийшли на лівий берег Дніпра. Протягом дня гвардії підполковник В. Б. Хацкевич особисто провів рекогностування району переправи й керував підготовку плавзасобів. У ніч з 25 на 26 вересня 1943 року 104-й гвардійський стрілецький полк, діючи в три ешелони, форсував річку Дніпро північніше м. Дніпродзержинська Дніпропетровської області й, попри шалений спротив супротивника, захопив село Сошинівка Верхньодніпровського району тієї ж області. Протягом дня полк успішно відбив 11 контратак ворога, завдавши йому значних втрат.
Після закінчення війни продовжив військову службу в лавах ЗС СРСР. У 1946 році закінчив курси удосконалення «Постріл», згодом — Курси удосконалення офіцерського складу (КУОС). У 1955 році полковник В. Б. Хацкевич вийшов у запас.
Мешкав і працював у селі Дар'їнському Приуральського району Уральської області Казахстану.
Помер 9 січня 1959 року. Похований на Донському кладовищі Москви.

## Нагороди
Указом Президії Верховної Ради СРСР від 20 грудня 1943 року «за успішне форсування річки Дніпро, міцне закріплення плацдарму на західному березі річки Дніпро та виявлені при цьому відвагу і героїзм», гвардії підполковникові Хацкевичу Вольфу Берковичу присвоєне звання Героя Радянського Союзу з врученням ордена Леніна і медалі «Золота Зірка» (№ 1432).
Також нагороджений трьома орденами Червоного Прапора (13.12.1941, 29.01.1943, …), двома орденами Червоної Зірки (10.10.1943, …) і медалями.